# New Traditionalists
New Traditionalists es el cuarto álbum de estudio de la banda de música New Wave Devo, lanzado en 1981. Contiene los hits "Through Being Cool" y "Beautiful World". El estilo del sonido es similar al de su álbum anterior Freedom of Choice, con sintetizadores como sonidos principales y el uso de guitarras. Varias de las canciones incluyen baterías electrónicas por primera vez en un álbum de Devo.
Con el suceso de "Whip It" y su álbum Freedom of Choice, Devo atrajo a un público más pop, el cual estaba menos interesado en las teorías artísticas del grupo y sus letras. Como respuesta a ello, New Traditionalists apunta a ser un álbum más oscuro, profundo y serio.
Este álbum no logró ser un éxito rotundo como Freedom of Choice, llegando al puesto número 23 en las listas de Billboard. El sencillo "Working in the Coal Mine" llegó al puesto número 43 en la lista de singles Pop. El álbum y sus singles continuaron el éxito de Devo en Australia, con "Beautiful World" llegando al puesto número 14 y "Working in the Coal Mine" en el puesto número 20.
New Traditionalists fue originalmente lanzado con un sencillo extra de "Working in the Coal Mine" (original de Allen Toussaint). "Working in the Coal Mine" fue grabado durante las sesiones de Freedom of Choice en 1980, y usado en la banda sonora del filme de 1981 "Heavy Metal". En 2005, Collectables Records relanzó New Traditionalists con su lista de canciones original.

## Covers
La canción "Beautiful World" fue tributada por el grupo de rap metal Rage Against the Machine en su álbum de estudio Renegades y "Love Without Anger" fue tributada por The Aquabats. Un cover de "Through Being Cool" fue hecho por They Might Be Giants para la banda sonora de la película de Disney, Sky High, con la letra cambiada.

## Lista de canciones
Todas las canciones escritas por Mark Mothersbaugh y Gerald Casale, excepto donde se indique.
1. "Through Being Cool" (Gerald Casale, Mark Mothersbaugh, Bob Mothersbaugh) - 3:14
2. "Jerkin' Back 'N' Forth" - 3:05
3. "Pity You" (M. Mothersbaugh) - 2:47
4. "Soft Things" - 3:27
5. "Going Under" - 3:26
6. "Race of Doom" - 3:44
7. "Love Without Anger" - 2:37
8. "The Super Thing" - 4:21
9. "Beautiful World" - 3:35
10. "Enough Said" (M.Mothersbaugh, Gerald Casale, General Boy) - 3:26

- La reedición en CD de 1993 hecha por Virgin juntó este álbum con Duty Now for the Future, y también incluyó el sencillo "Working in the Coal Mine".

- En 1997, el sello Infinite Zero reeditó una versión remasterizada de este álbum en CD con 3 bonus tracks: el sencillo "Working In the Coal Mine", el b-side del sencillo "Jerkin' Back And Forth", "Mecha-Mania Boy", y "Nu-Tra Speaks".

## Equipo
- Mark Mothersbaugh - guitarra, teclados, voz
- Bob Mothersbaugh - guitarra, teclados, voz
- Gerald Casale - teclados, voz
- Bob Casale - guitarra, teclados, voz
- Alan Myers - batería

- Datos: Q6135344